# Dubrovačka Republika
Dubrovačka Republika bila je patricijska državica nastala iz srednjovjekovne dubrovačke komune. Nalazila se na jugu današnje Hrvatske, na prostoru  Dubrovnika i njegove neposredne kopnene i otočne okolice. Obuhvaćala je veći dio današnje Dubrovačko-neretvanske županije, povremeno Boku kotorsku i sjeverno od Neuma. Ukinuta je 31. siječnja 1808. godine upadanjem Francuskog Carstva u Dubrovnik.
Bila je država vrlo jakog pomorstva i sačuvala je svoju neovisnost trgovinom s velikim silama, primjerice Osmanskim Carstvom. Dubrovnik, teritorijalno malen kao država, morao je trgovati sa silama i davati im dio teritorija te je tako uspio opstati do ranog 19. stoljeća. U 15. i 16. stoljeću Dubrovnik je na vrhuncu gospodarske moći. Ubraja se među najrazvijenije zemlje ondašnjeg svijeta. Njegovi brodovi putuju po svim europskim i sredozemnim morima, te Atlantskom i Indijskom oceanu.
Temelj dubrovačkoga bogatstva bila je posrednička trgovina i pomorstvo. Dubrovačka Republika nabavljala je sirovine i rude u jugoistočnoj Europi i izvozila ih na Zapad. Tehničku i luksuznu robu kupovala je na Zapadu i izvozila u susjedne države.

## Povijest
Povijest Dubrovačke Republike može se podijeliti na tri povijesna razdoblja. Prvo (bizantinsko) razdoblje traje do 1205. To je razdoblje u kojem je Dubrovnik uglavnom pod vrhovnom vlašću Bizanta, povremeno mletačkom i normanskom, a u jednom razdoblju i pod vlašću hrvatskog vladara Tomislava. U 12. stoljeću počinje se oblikovati dubrovačka komuna (lat. Communitas Ragusina) s vlastitim institucijama vlasti, koja je povremeno uspijevala ostvariti i znatniji stupanj unutarnje autonomije.
Drugo (mletačko) razdoblje obuhvaća razdoblje od 1205. do 1358., kada Dubrovnik priznaje vrhovnu vlast Venecije i mletačkog dužda.
Treće razdoblje započinje 1358., nakon što Ludovik I. Anžuvinac Zadarskim mirom stavlja pod vlast cijelu mletačku Dalmaciju te Višegradskim ugovorom potvrđuje Dubrovačkoj Republici sve atribute državnosti. To razdoblje, u kojem je Dubrovačka Republika doživjela svoj vrhunac, traje sve do 1808., kad ju Napoleonove okupacijske snage službeno ukidaju.

### Početci
Grad je osnovan u 7. stoljeću (oko 614.) nakon što su Avari i Slaveni uništili rimski grad Epidaur (današnji Cavtat). Preživjeli su se pomakli na maleni otok udaljen 25 km sjeverno od Cavtata zvan Lausa. Pretpostavlja se da su Hrvati izveli drugi napad na grad Epidaurum i potpuno ga uništili.
Prema drugoj teoriji, Epidaur su uništili Goti oko 265., po engleskom piscu Johnu Gardneru Wilkinsonu, "Dubrovnik je, vjerojatno, osnovan daleko prije nego što je Epidaur konačno uništen, i da su razne barbarske smetnje, u trećem i četvrtom stoljeću, dovele do osnivanja ovog mjesta kao zakloništa".
Nova je lokacija nudila više zaštite, no Rimljani su ubrzo uspostavili trgovačku i političku vezu sa Slavenima na kopnu.
Izbjeglice iz rimskog Epidauruma sagradili su novo naselje na malom otoku (neki izvori kažu poluotoku) Lausa, dok su drugi narodi (pretežito Hrvati) naselili obalu i svoje naselje nazvali Dubrovnik. U početku su Rimljani i Hrvati bili skeptični prema jedni drugima. S vremenom su se zbližili, pa su tako dva naselja u 12. stoljeću postali jedno. Kanal koji je razdvajao dva naselja popunjen je i danas je najpoznatija gradska ulica (Placa ili Stradun), koja je ujedno postala i gradsko središte. Tako je Dubrovnik postao hrvatski naziv za ujedinjeni grad.
Novija teorija temelji se na arheološkim iskapanjima. Novi pronalasci (uključujući nalaze vjerojatno bizantske ranoromaničke katedrale ispod današnje barokne katedrale izgrađene na mjestu, u potresu 1667., srušene romaničke i dio gradskih zidova) datirani su u razdoblje od 5. do 7. stoljeća, što je u sukobu s prvom teorijom. Veličina prve katedrale navodi da se u to vrijeme tu nalazio veliki broj ljudi. Danas se smatra da je na mjestu (polu)otoka Lausa još od 5. stoljeća postojala bizantska utvrda (castrum) koja se postupno širila obuhvativši i dio današnje gradske luke (pokraj koje su i pronađeni spomenuti arheološki nalazi).
Pojavila se i još jedna teorija, koja se, među povjesničarima, sve više i više prihvaća, a govori da grad Dubrovnik vuče korijene još iz grčkog vremena. "Grčka teorija" se pojavila s pronalascima nekoliko grčkih artefakata u vrijeme iskapanja u dubrovačkoj luci. Također, bušenje kamene ceste otkrilo je pijesak, što dovodi u pitanje je li Lausa bila otok ili poluotok. Tako Antun Ničetić, u svojoj knjizi Povijest dubrovačke luke objašnjava teoriju u kojoj stoji da su grčki pomorci osnovali Dubrovnik. Ključni dio teorije je objašnjenje da su antički brodovi morali putovati od 45 do 50 milja dnevno, stoga im je trebala luka za odmor. Idealna kombinacija bi bila i da je postojao izvor pitke vode. Dubrovnik je imao oboje, a nalazio se u sredini između dva grčka naselja, Budve i Korčule, koja su na razmaku od 95 nautičkih milja.

### Rano razdoblje
Dubrovnik je bio grad bizantinske Dalmacije, plaćajući za svoje vinograde i maslinike godišnji danak od po 36 zlatnika susjednim knezovima zahumskom i travunjskom, na čijem su se zemljištu oni nalazili.
Izrijekom se Dubrovnik prvi put spominje 867. godine, kad su ga Saraceni od 866. do 867. opsjedali. Opsada je nakon petnaest mjesecu završena zahvaljujući bizantskom caru Baziliju I. Makedoncu, koji je poslao flotu pod zapovjedništvom Niketasa Orifasa prema Dubrovniku. Slabljenjem Bizanta, Mletačka Republika počela je gledati na Dubrovnik suparnički, i smatrala je da treba doći pod njezinu upravu, no pokušaj Mlečana 948. da zauzmu grad bio je bezuspješan. Dubrovčani su zasluge pobjede pripisali Svetom Vlahu koji je postao svetac zaštitnik grada. Za ratova između careva Bazilija II. i Samuila koncem 10. i početkom 11. stoljeća bizantinski car prepustio je zaštitu nad Dubrovnikom mletačkom duždu Petru II. Orseolu, koji primi poklonstvo grada 1000. godine, ali već za cara Romana III. (1028. – 1034.) opet su Dubrovčani postali bizantinski podanici, te sa svojim lađama pomažu bizantinskoj mornarici u ratu s Arapima.
1050., hrvatski kralj Stjepan I., vladar Bosne i Dalmacije, dao je Dubrovčanima zemlju duž obale, pa se Dubrovnik proširio do Zatona, 16 km od grada Dubrovnika, time je Dubrovnik uzeo kontrolu nad izvorom pitke vode. Stjepan je također dao i luku Gruž, koja je danas trgovačka luka Dubrovnika. Tako je prvobitni teritorij Dubrovačke komune obuhvaćao sam grad Dubrovnik, Gruž, Župu dubrovačku, Brgat, Omblu, Šumet, Zaton i otoke Koločep, Lopud,
Šipan, te manje otoke u blizini grada (Lokrum, Mrkan, Bobara).
U 11. stoljeću, Dubrovnik i okolica opisani su u djelu slavnog arapskog zemljopisca Muhameda Al-Idrisija. U svom djelu, za Dubrovnik je rekao da je najjužniji grad "zemlje Hrvatske i Dalmacije".
Godine 1191., gradski trgovci su dobili slobodu trgovanja u Bizantu od cara Izaka II. Anđela. Slične povlastice imao je Dubrovnik ranije u Srbiji (1186.) i Bosni (1189.). Sporazum s bosanskim banom Kulinom je prvi službeni dokument u kojem se grad naziva Dubrovnik.

### Mletačka vlast 1205. – 1358.
Mletačka osvajanja Carigrada u Četvrtom križarskom ratu (1204.) sasvim je promijenilo političke odnose na Istoku. Bizantinsko carstvo je osim neznatna dijela bilo uništeno, a Venecija je postala prva pomorska vlast na Sredozemnom moru. Nakon zarobljavanja i samoubojstva kneza Damjana Jude 1205. godine Dubrovnik priznaje vrhovnu vlast mletačkog dužda. Iako je i dalje ostao autonomna gradska komuna, u Dubrovniku je stolovao mletački comes (hrv. knez), počevši od 1237. Bio je imenovan na dvije godine, no potknez i magistrati bili su domaća vlastela. Isto tako nije ni mletačke vojske bilo u gradu. Tješnja veza s Venecijom za doba njezine najveće moći bila je po Dubrovnik od znatnoga utjecaja, jer je on u to doba uredio svoju upravu, proširio zemljište i udario sigurne osnove svojoj istočnoj trgovini.
Unutrašnja uprava uređena je posebnim statutom 1272. godine. Istodobno se Dubrovniku priključio otok Lastovo, dok su Dubrovčani grad Ston i Stonski rat (poluotok Pelješac) 1333. kupili od bosanskog bana Stjepana Kotromanića i srpskoga kralja Stjepana Dušana, a 1345. pod dubrovačku vlast dolazi i Mljet.
Svoju pomorsku trgovinu su pak proširili do Tunisa, Egipta, Sirije i Crnog mora, a sklopili su ili obnovili trgovačke ugovore s Bosnom, Srbijom, Bugarskom i Bizantom. I s talijanskim gradovima Dubrovnik je u to doba imao trgovačke veze, naročito s Anconom, Firencom, Napuljem i Sicilijom. Glavni dio dubrovačke trgovine bilo je u jednu ruku prevoženje istočnih sirovina na zapad, a uvoženje zapadnih industrijskih proizvoda na istok.

### Priznavanje vlasti hrvatsko-ugarskih kraljeva
Zadarskim mirom 1358. Venecija je izgubila sve otoke i gradove na istočnoj obali Jadranskoga mora od Kvarnera do Drača. Dubrovnik je priznao vlast hrvatsko-ugarskog kralja Ludovika I. Anžuvinca prihvativši i ugarski grb kao grb Republike. Odnosi između Dubrovnika i kralja regulirani su Višegradskim ugovorom od 27. svibnja 1358. Kralj ugarsko-hrvatski primao je od Dubrovčana godišnji danak od pet stotina dukata, a za slučaj rata morali su ga pomagati na moru, dok se u njihove unutarnje poslove nije miješao. U političkim poslovima općega državnoga interesa bio je Dubrovnik doduše podređen hrvatsko-dalmatinskomu banu, ali samo prividno, jer je zapravo bio sasvim slobodna republika (naziv republika učestalo se koristi od 15. stoljeća, no to ne prejudicira dubrovačku državnost nakon 1358.) Sve institucije vlasti i knez (lat. rector) kao formalni državni poglavar, nakon 1358. birani su isključivo među Dubrovčanima bez ikakave kraljeve potvrde. Dubrovnik je 1399. stekao i Dubrovačko primorje (lat. Terrae nove) kupovinom od bosanskog kralja Stjepana Ostoje za 2000 perpera.
Dana 27. siječnja 1416. donijela je uredbu kojom je na svojem području ukinula ropstvo, zabranila trgovinu robljem i prijevoza robova brodovima. To je ugrađeno u dubrovački statut, dokument nastao još 1272. godine. Time je, kao dio trenda u razvitku europskih država, među prvim državama na svijetu ukinula ropstvo. Odluka je uvrštena u dio dubrovačkog Statuta koji govori o pomorskom dobru, a glasi da se svatko na brodu smatra slobodnom osobom. Kazna je bila vrlo stroga: zatvor i novčana kazna. Prekršitelj je za svako ljudsko biće koje bi prodao, kupio ili kod čije bi kupoprodaje posredovao ili imao postotak bivao kažnjen s pola godine zatvora i 25 perpera globe. To je bila velika kazna, jer se za te novce moglo kupiti skoro tri krave ili preko 900 litara žita.

### Plaćanje danka sultanu
1458. Dubrovačka Republika napravila je ugovor s Otomanskim Carstvom o plaćanju danka. Dubrovnik je slao 1. studenog svake godine poslanika u Carigrad da isplati određenu količinu danka.
Kada je 1481. grad pao pod osmansku zaštitu, Dubrovnik je plaćao 12 500 dukata. U svemu drugome Dubrovnik je bio neovisan. Imali su pravo ući u odnose s bilo kojom državom i isto tako raditi sporazume s drugim državama, a brodovi Dubrovnika plovili su pod dubrovačkom zastavom. Osmanlije Dubrovačkoj Republici daju posebna prava u trgovanju, što dubrovačku trgovinu još više veže u Osmansko Carstvo. Dubrovnik je dio jadranske trgovine predao u vlast Osmanskog Carstva, a trgovci iz Dubrovnika plaćali su određeni porez u lukama. Dubrovački trgovci su također opskrbljivali osmanske kolonije, što im je davalo posebne privilegije u carstvu.
Dubrovački trgovački brodovi mogli su slobodno upoloviti u Crno more, što je bilo zabranjeno svim ne-osmanskim brodovima. Plaćali su neke obveze manje od drugih trgovaca, a Dubrovnik je istodobno uživao osmansku diplomatsku podršku u trgovini s Mlečanima.
Republika se u 15. stoljeću širi i na Cavtat i Konavle kupujući ih od bosanskih velikaša:  1419. istočni dio Konavala od Sandalja Hranića a 1427. Cavtat i zapadne Konavle od Radoslava Pavlovića, zaokruživši time svoj teritorij.
U doba dok je Beograd bio pod turskom vlašću je u tom gradu djelovala dubrovačka trgovačka kolonija. Zabilježio ih je isusovac Bartol Kašić kad je 1612. kao papin izaslanik obilazio katolike u tom gradu. Ista kolonija je pomagala isusovačku gimnaziju u Beogradu, koja je djelovala do njihova odlaska 1632. Dubrovčani su imali trgovačke kolonije i diljem Sredozemlja. Za osmanske je zaštite (1526. — 1684.) ova je hrvatska aristokratska državica imala je trgovačke kolonije diljem Osmanskog Carstva: u Carigradu, Solunu, Drinopolju, Beogradu, Sofiji, Bukureštu, Sarajevu i po drugim gradovima na Balkanskom poluotoku. Svaka je kolonija imala svoga konzula i posebni svoj trgovački sud, dapače i crkvu, bolnicu i groblje. Istodobno su dubrovačke trgovačke kolonije bile također u Italiji (Mleci, Ancona (Jakin), Firenca, Sirakuza, Mesina i Palermo), u Maloj Aziji (Smirna i Brusa), pa i u Egiptu (Aleksandrija i Kairo). Sve ove kolonije posreduju trgovinu između svoje okolice i Dubrovnika. Tada je dubrovačka trgovina bila ponajviše provozna. Dubrovčani su prirodnine s istoka vozili na europski zapad, a obrtnine (ponajviše talijanske) prodavali na istoku.
U korist Osmanlija bilo je to što su kontrolirali dubrovačku luku kao jednu od velikih važnosti. Nakon svega, glavnina prometa Firenca-Bursa (osmanska luka u sjeverozapadnoj Anatoliji) prolazila je kroz Dubrovnik. Roba iz Firence napustila bi talijansku luku Pesaro, Fano ili Anconu te plovila prema Dubrovniku. Od Dubrovnika roba je nastavljala trgovačkim putem Bosnasaray (Sarajevo)–Novi Pazar–Skopje–Plovdiv–Drinopolje.
Uz Englesku, Španjolsku i  Genovu, Dubrovnik je bio najveća konkurencija Mlecima u 15. stoljeću na svim morima, čak i na Jadranu.

### Kraj Republike
Nakon sloma Mletačke Republike 1797. dalmatinski obalni pojas dolazi pod jurisdikciju Habsburške Monarhije. Požunskim mirom 1805. svu Dalmaciju i Boku kotorsku dobivaju Francuzi, a jedino je teritorij Dubrovačke Republike prekidao kopnenu vezu među njima. Pojavom Napoleona s jedne, a slabošću Turske s druge strane, Dubrovačka Republika više nije bila sigurna u ustaljenom sustavu zaštite. Požunskim mirom 1805. određeno je da Austrija Francuskoj mora prepustiti Istru, Dalmaciju i bivšu mletačku Dalmaciju, odnosno Boku kotorsku i dio Crnogorskog primorja. Ali, Kotor nisu predali Francuzima nego Rusima, čime se zaoštrila borba za južnu Dalmaciju. Dolazak Rusije poremetio je Napoleonove dugoročne planove koje je on želio ostvariti preko jugoistočne Europe i u sporazumu s Turskom. Tako se Dubrovačka Republika našla ukliještena između dviju europskih velesila. Da bi istjerali Ruse i spriječili rusko-crnogorsko zauzimanje Dubrovnika, francuske postroje su požurile ka Kotoru i pod izgovorom da prolaska u Kotor u svibnju 1806. ušla u Dubrovnik i okupirala ga.
Dana 26. svibnja 1806. vojska francuskog generala Lauristona nedopušteno je ušla na teritorij neutralne Dubrovačke Republike, a sljedećeg dana je na prijevaru ušla u Grad, tražeći da se samo odmori i okrijepi na putu za tadašnje francuske posjede u Boki kotorskoj. Umjesto toga, odmah je okupirala Grad u ime Napoleona. Vrlo brzo nakon početka francuske okupacije, ruska i crnogorska vojska ušla je na dubrovački teritorij i počela se boriti s francuskom vojskom, pljačkajući i paleći sve na putu. To je kulminiralo opsadom okupiranog Grada (u kojoj je na njega palo 3000 topovskih kugla). 
Od zauzimanja 1806. podizanje zastave sv. Vlaha bilo je zabranjeno.
Bojeći se za vlastitu neovisnost, dubrovačka vlastela pokušala je preko vrhovnih osmanskih vlasti održati samostalnost Republike, jer su bili pod osmanskim protektoratom. Francuska reakcija bila je brza, bezobzirna prema prema savezničkoj Turskoj te bez obzira na odnos Dubrovnika prema njoj. 31. siječnja 1808. maršal Auguste Frederic Louis Viesse de Marmont izdao je proglas da ukida Dubrovačku Republiku, unatoč protivljenju vlasti Republike. Pukovnik Delort je na Marmontovu zapovijed stigao s vojnom pratnjom u Knežev dvor i okupljenom Senatu pročitao proglas kojim se ukida drevna dubrovačka država i njezin aristokratski režim. Vojnici francuske vojske preuzeli su sve urede Republike, zaključavali vrata i stavili na njih pečate. Senatore je prizor užasnuo te su se tiho razišli. Proglasio je da pripaja dubrovački teritorij Kraljevstvu Italiji (marionetskoj državi Francuskog Carstva), iz kojega je naknadno izdvojen te zajedno s Istrom, Dalmacijom te slovenskim zemljama udružen u Napoleonove Ilirske provincije. Marmontu je Napoleon dao novostvorenu titulu "vojvoda dubrovački" (Duc de Raguse). Goleme francuske kontribucije i nameti za izdržavanje brojnih trupa potpuno su iscrpili Republiku. Dubrovačko brodovlje bilo je uništeno ili uzapćeno u sredozemnim lukama, a trgovina sa zaleđem prekinuta.
Nakon sedam godina francuske okupacije, ohrabreni dezertiranjem francuskih trupa nakon propale invazije na Rusiju i ponovnog ulaska Austrije u rat, sve dubrovačke društvene klase, pod vodstvom vlastele, ustale su na opći ustanak protiv okupacije. 18. lipnja 1813. zajedno s britanskim saveznicima natjerali su na predaju francuski garnizon na otoku Šipanu, zatim i u Stonu te na Lopudu, nakon čega se ustanak proširio kopnom Republike, počevši s Konavlima.. Tada su počeli opsadu Grada, uz pomoć Britanske mornarice s brodovima HMS Bacchante i HMS Saracen, pod zapovjedništvom kapetana Williama Hostea, a ubrzo se ustanku pridružilo i stanovništvo unutar opkoljenog Grada. Austrijsko Carstvo je poslalo svoje trupe pod zapovjedništvom generala Todora Milutinovića pod izlikom da su došli pomoći svojim dubrovačkim saveznicima, međutim, kao što se ubrzo pokazalo, zapravo su htjeli francusku okupaciju Dubrovnika zamijeniti vlastitom. Zaveli su jednog od privremenih guvernera Republike, Vlaha (sina Brnje) Kabogu, obećanjima moći i vlasti (koje nije dugo uživao, nego je umro u sramoti, od naroda otad zvan "Traditur" - izdajica), te su ga uspjeli uvjeriti da vrata s istočne strane ostanu zatvorena dubrovačkim ustanicima koji su se tamo okupili, a da kroz vrata na zapadu uđu austrijske snage (bez dubrovačkih vojnika) kako bi okupirale Grad, nakon što se predao francuski garnizon od 500 vojnika pod zapovjedništvom generala Montricharda.
Nakon toga, barjak svetoga Vlaha vijorio se uz austrijsku i britansku zastavu, ali samo dva dana, jer je 30. siječnja general Milutinović naredio gradonačelniku Sabu Giorgi da ga spusti. U patriotskom zanosu Giorgi, koji je bio zadnji knez Republike prije francuske okupacije, odbio je skinuti barjak, "jer ga je pripeo (podigao) narod", i nijedan Dubrovčanin to nije htio učiniti, čak ni nakon što su im zaprijetili oružjem, nego su barjak skinuli austrijski vojnici.
Iako vlada Dubrovačke Republike nikad nije potpisala kapitulaciju niti se odrekla suvereniteta, što je po pravilima Klemensa von Metternicha koje je Austrija usvojila za Bečki kongres značilo da je trebala biti obnovljena, Austrijsko Carstvo je uspjelo uvjeriti druge saveznike da mu dopuste da zadrži teritorij Dubrovačke Republike Dok su mnogi manji i manje važni gradovi i bivše države bili primljeni na Kongres, to pravo je odbijeno predstavniku Dubrovačke Republike. Sve to je bilo u potpunoj suprotnosti sa svečanim ugovorima koje su austrijski carevi potpisali s Republikom: prvi potpisan 20. kolovoza 1684., u kojem car Leopold I. Republici obećava i jamči nepovredivu slobodu ("inviolatam libertatem"), te drugi iz 1772., u kojem carica Marija Terezija obećava zaštitu i poštovanje nepovredivosti teritorija i slobode Dubrovačke Republike.
Pokušali su dubrovački vrhovnici obnoviti Dubrovačku Republiku na Bečkom kongresu 1815. godine. Nijedna europska sila nije htjela razmotriti to. Nitkom nije bilo stalo ulaziti u novi rat zbog male državice, čiji stoljetni zaštitnik trulo Osmansko Carstvo nije bilo u snazi zamjeriti se zapadnim silama. Austriji osobito nije bilo stalo do obnove, jer se domogla cijele istočne jadranske obale. Sve do 1836. godine bilo je zabranjeno podizati zastavu sv. Vlaha.
Nakon Bečkog kongresa 1815. Habsburška Monarhija područje nekadašnje Republike pripaja svojoj krunovini Kraljevini Dalmaciji u čijem se sastavu nalazi sve do 1918. godine.

## Društveno, državno i pravno uređenje

### Društveno uređenje
Dubrovačko društvo činili su vlastela (patricijat, plemstvo, lat. nobiles, cives de consilio), građani (lat. cives) i seljaci (lat. districtuales, subditi, contadini). Vlastela se ponekad dijeli na staru (salamankeze) i novu (sorboneze) obzirom na višestoljetne nesuglasice među dvjema skupinama vlastele koje su uglavnom počivale na temeljima pragmatične politike i suradnje s Turcima, odnosno politike uključivanja u protuturske ratove, kasnije i na tome to da li su taj društveni status stekli prije ili poslije potresa 1667. Građani su bili bez političkih prava, a bavili su se trgovinom, obrtom, ribarenjem i brodarstvom, stoga su se radi zaštite interesa udruživali u trgovinske i zanatske bratovštine među kojima su najpoznatije bratovštine sv. Antuna i sv. Lazara, članovi kojih se nazivaju antunini i lazarini. Članovi bratovštine sv. Antuna bili su bogatiji građani među kojima su nakon 16. st. obično birani kancelari i tajnici - najviše službe dostupne građanima neplemićima, tako da je i među građanima došlo do raslojavanja pa se tijekom kasnog srednjeg i novog vijeka spominju bogatiji građani kao cittadini (uglavnom antunini) i oni na nižem položaju u društvenoj stratifikaciji kao artigiani i populo minuto. Najbrojniji, ali također politički bespravni sloj, činili su seljaci, među kojima su se razlikovali zakupnici zemlje, kmetovi, te oni koji su
obrađivali vlastitu zemlju.

### Državno uređenje
Dubrovačka Republika može se odrediti kao aristokratska feudalna republika. Naziv republike potvrđen je u izvorima iz 15. stoljeća, ali on nije presudan za pitanje državnog statusa niti već ranije postignute nezavisnosti Dubrovnika. Temelji za ustrojstvo vlasti postavljeni su u 13. i 14. stoljeću te će, uz neke izmjene, potrajati sve do propasti Dubrovačke Republike.
Vlast je obnašala vlastela (patricijat ili plemstvo). Na čelu Republike nalazio se knez. Glavne institucije Republike bile su Veliko vijeće, Malo vijeće i Senat (Vijeće umoljenih) te knez.
Veliko vijeće (lat. Consilium maius, tal. Maggior Consiglio) spominje se od 1235. Članove su u početku imenovali knez i Malo vijeće, no vijeće se formalno "zatvara" 1332. godine kada (12. svibnja 1332.) Veliko vijeće donosi odluku da se izaberu trojica "boljih ljudi" koji će popisati sve koji su tada bili članovi vijeća kao i druge koji im se čine dostojnim toga (u talijanskoj terminologiji, a prema analogiji "zatvaranja" mletačkog Velikog vijeća 1297., događaj poznat kao Serrata del Maggior Consiglio). Tako Veliko vijeće postaje tijelo patricijata koje je od stvarne političke elite postalo staležom na vlasti. Članovima su postajali svi muški pripadnici patricijskih obitelji nakon navršene punoljetnosti. Novi su se članovi svečano primali početkom svake godine. Osnovna uloga Velikog vijeća bio je izbor državnih dužnosnika (magistrata) i službenika, izbor članova ostalih vijeća, donošenje zakona, rješavanje državnopravnih pitanja. Do pojave Senata (Vijeća umoljenih u 14. stoljeću) uloga Velikog vijeća bila je odlučujuća, da bi politička moć postupno prelazila na Senat. Najvažnija funkcija (od 1358.), koja je ostala sve do pada Republike, bila je mjesečni izbor kneza.
Malo vijeće (lat. Consilium minus, tal. Minor Consiglio) bilo je izvršno tijelo, najprije Velikog vijeća, a zatim Senata kojeg je Veliko vijeće biralo svake godine. U početku su ga činili knez i 11 vijećnika, a kasnije knez i šest vijećnika-senatora Vlast Maloga vijeća isprva je bila velika (prije 1332. Malo vijeće s knezom imenovalo je i članove Velikog vijeća), no s vremenom se ograničavala, da bi naposljetku izvršnu vlast obnašalo isključivo prema odlukama i uputama Senata, uz brigu za komunalne poslove, poput organizacije službenih svečanosti. Imalo je i ulogu savjetovanja kneza, pa je osiguravalo kontinuitet u uvjetima brze izmjene knezova (tako su npr. strani konzularni i diplomatski predstavnici kredencijale i akreditive predavali knezu u nazočnosti Maloga vijeća).
Senat (lat. Consilium rogatorum, tal. Consiglio dei Pregadi) se u Dubrovniku izvorno nazivao Vijeće umoljenih, što vjerojatno svjedoči da to isprva nije bilo stalno tijelo, nego su članovi sazivani molbom. Nakon ustaljenja, to je vijeće preuzimalo sve više ovlasti, a djelovalo je kao operativno političko tijelo koje je određivalo smjernice i povlačilo konkretne poteze u unutarnjoj i vanjskoj politici. U njemu su se izrađivali nacrti zakona (uz sudjelovanje provizora), a Veliko ih je vijeće samo naknadno izglasavalo. Senat je time postao svojevrsna vlada Republike. Takva kondenzacija vlasti učinila je dubrovačku politiku koherentnijom i efektivnijom, što je osobito bilo važno u doba jačanja osmanske vlasti. Mandat senatora trajao je godinu dana, a vakancija dvije godine, no ona je ukinuta u 16. stoljeću, pa su se od tada svake godine birali gotovo isti ljudi.
Knez (lat. rector, tal. rettore) imao je mandat od samo mjesec dana. Takva metoda trebala je onemogućiti pretjerano učvršćenje vlasti i spriječiti uvođenje samovlade. Do 1358. knez (comes) dolazio je iz Venecije na dvije godine. Poslije toga, kneza je biralo Veliko vijeće. Dubrovčani su knezovima postupno sve više oduzimali vlast, pa su ih na kraju sveli isključivo na dužnosnike s reprezentativnom funkcijom. Tijekom mandata, knez je morao stanovati u Kneževu dvoru. Knez je po položaju bio čuvar državnog pečata.
Državni provizori (lat. Proveditores terrae, tal. Provveditori dello stato) kao stalna magistratura djeluju od 1477. Petoricu (nakon 1667. trojicu) provizora biralo je Veliko vijeće na jednogodišnji rok između patricija starijih od 50 godina. Zadaća im je bila bdjeti nad harmonijom pravnog poretka i nad poštovanjem zakonitosti. Često su izrađivali i nacrte zakonskih propisa, bili su dužni prisustvovati sjednicama Senata i Velikog vijeća te paziti na postupovne norme i spriječiti izglasavanje prijedloga suprotnih važećem pravnom poretku, mogli su i suspendirati odluke Malog vijeća i kneza te tražiti arbitražu Senata. U drugostupanjskom kaznenom postupku odlučivali su o oportunitetu žalbe, istu su mogli proslijediti Malom vijeću i Senatu. Nazivaju se i "čuvari pravde". Mletačka Republika imala je dužnosnike poznate kao Avogadori de Comun koji su obnašali slične zadaće.
Uz ove temeljne institucije postojali su brojni magistrati u čiju je nadležnost pripadala gospodarska i ina aktivnost na teritoriju Republike. Radi točnosti i terminološke ujednačenosti, nužno je praviti pojmovnu razliku između magistrata (tal. ofiziali pubblici) i službenika (tal. cancellieri, segretari, scribani, ministri itd.). Magistrati su dužnosnici, izabrani isključivo među vlastelom, koji u određenom razdoblju upravljaju pojedinim uredima i vode državne poslove. Njihov izbor evidentirao se od sredine 15. st. u knjizi Specchio del Maggior Consiglio. Službenici su u uredima obavljali uglavnom administrativne i tehničke poslove kao državni namještenici, a birali su se iz redova pučana (građana). Njihov izbor bilježio se u zapisnicima Senata i Maloga vijeća, često bez preciziranja imena izabranih.
Teritorijalnu upravu nad pojedinim dijelovima Republike potkraj srednjega vijeka dijelilo je šest knezova (lat. comes, tal. conte) (konavoski, stonski, slanski, šipanski, lastovski i knez Lopuda i Koločepa) i tri kapetana (lat. capitaneus, tal. capitano) (trstenički, janjinski i cavtatski). Imenovalo ih je Veliko vijeće na pola godine ili godinu i samo su provodili odluke središnje vlasti (dužnosnici poznati kao sindici, koje je također biralo Veliko vijeće, nadgledali su rad lokalnih knezova i kapetana). Lastovo i Mljet (kao posebne zajednice, lat. universitates) imali su autonomiju i povlastice u skladu s vlastitim statutima (Libro delli ordinamenti e delle usanze della Universitade et dello Commun della isola de Lagusta i Liber de ordinamenti e delle usance della universitade del comun de Melida).

### Pravno uređenje
Pravo Dubrovačke Republike većim je dijelom pisano pravo, a običajno pravo primjenjivalo se samo supsidijarno.
Dubrovački statut (lat. Liber statutorum civitatis Ragusii) najstariji dubrovački pravni zbornik, pravna je kodifikacija sastavljena od osam knjiga, koju je 1272. godine proveo tadašnji dubrovački knez Marko Justiniani nakon borbe domaće vlastele protiv mletačkog patricijata. Prva knjiga sadrži odredbe o državnim tijelima vlasti, utvrđuje prava i dužnosti dužnosnika, te uređuje pravni položaj Crkve. Druga knjiga navodi tekstove zakletava koje su polagali državni dužnosnici prije preuzimanja dužnosti. Propisi o organizaciji i nadležnosti sudova i sudskom postupku navode se u trećoj knjizi, dok se četvrta knjiga bavi nasljednim, bračnim i obiteljskim pravom. U petoj knjizi reguliraju se agrarni odnosi, pitanja u vezi s nekretninama i javnim služnostima. Šesta knjiga određuje kaznena djela i kazne za njih, a kao posebnu zadaću navodi suzbijanje gusarstva i krijumčarenja. Pomorskom pravu i plovidbi posvećena je sedma knjiga, a osma knjiga sadrži nove propise i nadopune starih, posebno one o sudskom postupku. Statut ima i nadopune iz 1358. (u skladu s novim državnopravnim položajem Dubrovnika), ali cjelovite revizije nije nikad bilo, tako da su brojne statutarne norme prestale važiti via facti (kao one o dolasku i prisezi mletačkog kneza).
Razvoj gospodarskih i društvenih odnosa uvjetovao je donošenje novih zakonskih odredbi koje su upisivane u posebne zakonske knjige: Knjigu svih reformacija (lat. Liber omnium reformationium) koja navodi odredbe od 1335. do 1410., Zelenu knjigu (lat. Liber viridis) s odredbama od 1358. do 1460. i Žutu knjigu (lat. Liber croceus) koja se vodila od 1460. do 1808. Među važnijim propisima su i Statut carinarnice grada Dubrovnika (lat. Liber statutorum doane Ragusii) iz 1277., Novi carinski zakonik (tal. Capitolare della Doana grande) iz 1413., Zakon o pomorskom osiguranju (lat. Ordo super assecuratoribus) iz 1568., te Propisi Dubrovačke Republike o nacionalnoj plovidbi (tal. Regolamenti della Repubblica di Ragusa per la navigazione nazionale) iz 1745. godine.
Malo vijeće i knez do 15. stoljeća obnašali su i sudske funkcije, da bi početkom 15. st. bio utemeljen Veliki sud (lat. Curia maior) iz kojeg je 1416. nastao Građanski sud (lat. Curia consulum causarum civilium), a 1459. i Kazneni sud (lat. Sex iudices de criminali). Suce je biralo Veliko vijeće, a kao i većina drugih dužnosnika, imali su mandat od jedne godine. U drugostupanjskom postupku odlučivali su provizori, Žalbeni kolegij (lat. Collegium appelationum), Malo vijeće i Senat.

## Socijalna politika
Dobrotvorne ustanove:
- zaklade pod upravom rizničara (tezorijera) i punomoćnika Gospe Velike[45]
- Zaklada Blaga djela (Opera pia)[45]
- Zalagaonica Javna dobrotvornost[46]

## Povijesne zanimljivosti
- Stari Dubrovčani imali su odredbu da nisu nikad vijećali i donosili odluke kada je bilo vrijeme od šiloka i južine, juga.
“On je sam od sebe kazna, a misao je klonula, životna radost istječe kroz mutne oči i pocrnjela lica. Ni sebe samog po šiločini ne voliš pa kako bi pomućenim razborom donio odluku o drugima!” – kako piše dubrovačka spisateljica Tereza Buconić Gović.
- Dana 27. siječnja 1416. godine Dubrovnik je prvi u Europi ukinuo ropstvo. To je izniman čin. Primjerice, Engleska je to učinila 1569., SAD 1865., a Brazil je trgovao ljudima sve do 1888.
- Dubrovačka Republika napravila je 1296.  jedan od prvih srednjovjekovnih sustava kanalizacije, koji je i danas u upotrebi, dok su gradovi u Europi kao što su London, Pariz, i sl. grcali u fekalijama koje su, između ostalog izbacivali i na ulicu.
- Godine 1301. godine uvedena je liječnička služba.
- Od 1347. godine postoji u gradu starački dom.
- Godine 1441. osnovano je Vrhovno zdravstveno vijeće.
- Ljekarna Male Braće spada među najstarije u Europi. Za godinu osnutka ljekarne uzima se godina izgradnje samostana: 1317. Međutim, zasigurno je najstarija u Europi po kontinuitetu djelovanja.

U početku je to bila samostanska ljekarnica za potrebe bolesne braće (franjevci), a zametak joj je u odredbi franjevačkog Pravila: neka se braća brinu za potrebe bolesne braće (VI. poglavlje). Tijekom vremena, ponajviše iz humanitarno-karitativnih razloga, ljekarna je prešla uski krug samostanskih zidina i postala javnom ljekarnom za potrebe građana, te je time ispunjavala i propis istog Pravila (poglavlje V), naime, da se braća uzdržavaju od svoga rada. Stoga su franjevci slali na studije pojedinu braću da se osposobe za ljekarničku službu o čemu svjedoče ljekarničke knjige, tzv. farmakopeje iz raznih krajeva Europe, koje se čuvaju do danas i neke od njih se mogu vidjeti u muzeju samostana Male braće.
- Prvi do sada poznati spomeni organiziranog sprječavanja i gašenja požara u Europi.

Godine 1272. u Dubrovačkom statutu, u knjizi VI, poglavlje 57, donesen je, između ostalih zakona, zakon o zabrani pravljenja kuća od slame. Sve je kuće trebalo praviti na način kako bi se spriječio nastanak i širenje požara unutar gradskih zidina.
U knjizi VI, poglavlje 55, niti jedan postolar nije smio ložiti vatru ispod kotlova, prilikom štavljenja kože unutar gradskih zidina.
Jedna zabrana i kazna nalazi se u poglavlju 27 i 37. a odnosi se na dio grada s ranije izgrađenim kućama koje su obuhvaćene novim zidom. Svi oni koji imaju drvene kuće u njima ne smiju držati vina, a u kamenim kućama mogu koliko hoće.  Cilj je bio, da mogući porok i nepažnja ne bi upalili kuću. Kuhinje su imale biti građene na vrhovima kuća, jer je u kuhinjama bila upotreba vatre, a tako i velik rizik od požara. Pošto je kuhinja na vrhu u koliko se dogodi požar velika je mogućnost da se kuća spasi od potpune propasti.
Godine 1309., 6. siječnja, u Dubrovačkom statutu u knjizi VIII, poglavlje 60, uvedene su precizne odredbe o organizaciji gašenja požara. U slučaju požara, uz predvođenje upućenih ljudi, svi stanovnici su imali žurnu obvezu pristupiti gašenju sa svojim sjekirama ili punim vjedrima vode. U slučaju uništenja alata općina je bila dužna nadoknaditi štetu. Ako bi trebalo zbog gašenja požara srušiti susjednu kuću, za to je općina morala dati naknadu.
- Karantena je izvoran dubrovački izum i prvi put uvode je 1377.: za razliku od Mletaka koja je u doba kuge jednostavno zabranjivala ulaz svim brodovima u lagunu, ili Milanskog vojvodstva koje je provodilo stroge i gotovo okrutne mjere kućnog pritvora i praktično zazidavanje oboljelih, dubrovačke su vlasti odredile da posada i roba svih brodova koji dolaze iz »kužnih krajeva« (locis pestiferis) imaju provesti mjesec dana na otocima Supetar, Mrkan ili Bobara u Župskom zaljevu. Karantena, koja je usporavala, ali ne i zaustavljala pomorsku trgovinu, zanimljiva je tim više što je nastala kao racionalan izraz empirijskog iskustva dubrovačkih vlastelina-trgovaca, a ne onodobne medicinske profesije, opterećene galenskim humoralno-mijazmatičkim teoretskim sustavom. Dubrovačka administracija do ideje o karanteni došla zahvaljujući iskustvu s izolacijom oboljelih od lepre (gube). Od prebivanja pod vedrim nebom na otočićima pred dubrovačkom lukom, karantena se u sljedećih stotinjak i više godina razvila u instituciju sa svim pripadnim odrednicama: regulativom, zgradama (prvi lazaret otvoren je 1397. na otoku Mljetu) i osobljem, tzv. officiales cazzamortuorum (kacamorti), poslije officiali sopra la sanita.
- Sedma knjiga Statuta Grada Dubrovnika iz 1272. g. sadrži isključivo članke koji reguliraju pomorsko pravo. To je najstariji takav dokument na svijetu.
- Godine 1395. donesen je zakon o osiguranju koji je najstariji u Europi. Riječ je o pomorskom osiguranju. Ovaj zakon je tri stoljeća stariji od Lloydova osiguranja koji datira s kraja 17. st.
- U Dubrovniku je najstariji arboretum u Europi – Arboretum Trsteno. Sigurno je postojao već 1498.
- Godine 1541. hrvatski pomorci izgradili su repliku crkve sv. Vlaha u današnjoj indijskoj državi Goi.[47]

## Ratovi u kojima je sudjelovala
- Bosansko-dubrovački rat (1403. – 1404.)
- Rat Radoslava Pavlovića protiv Dubrovnika (1430. – 1433.)
- Rat Stipana Kosače protiv Dubrovnika (1451. – 1454.)

## Vanjske poveznice
- Hrvatska enciklopedija (LZMK) - Dubrovačka Republika
- Opća i nacionalna enciklopedija - Dubrovačka Republika
- Dubrovačka Republika na Hrčku  Arhivirana inačica izvorne stranice od 25. svibnja 2015. (Wayback Machine) portalu znanstvenih časopisa RH
- Slobodna Dalmacija Podlistak: Dubrovačka diplomacija na orijentu
- Ferdo Šišić, Kratak pregled povijesti republike dubrovačke  Arhivirana inačica izvorne stranice od 20. studenoga 2008. (Wayback Machine)